# Linea Sotetsu Shin-Yokohama
La linea Sotetsu Shin-Yokohama (相鉄新横浜線?) è una linea ferroviaria giapponese che, quando terminata, collegherà Nishiya (linea Sotetsu principale) a Hiyoshi (linea Tokyu Toyoko) permettendo quindi collegamenti diretti da/per Tokyo con la linea Saikyo (dal 30 novembre 2019) e con le linee Toyoko, Meguro e Mita (dal 2022). La sezione gestita da Sotetsu (Nishiya - Shin-Yokohama) si chiama linea Sotetsu Shin-Yokohama, mentre quella gestita da Tokyu (Shin-Yokohama - Hiyoshi) Tokyu Shin-Yokohama. Il progetto, una volta portato a termine, formerà due collegamenti denominati Sotetsu JR link line e Sotetsu Tokyu link line.

## Servizi

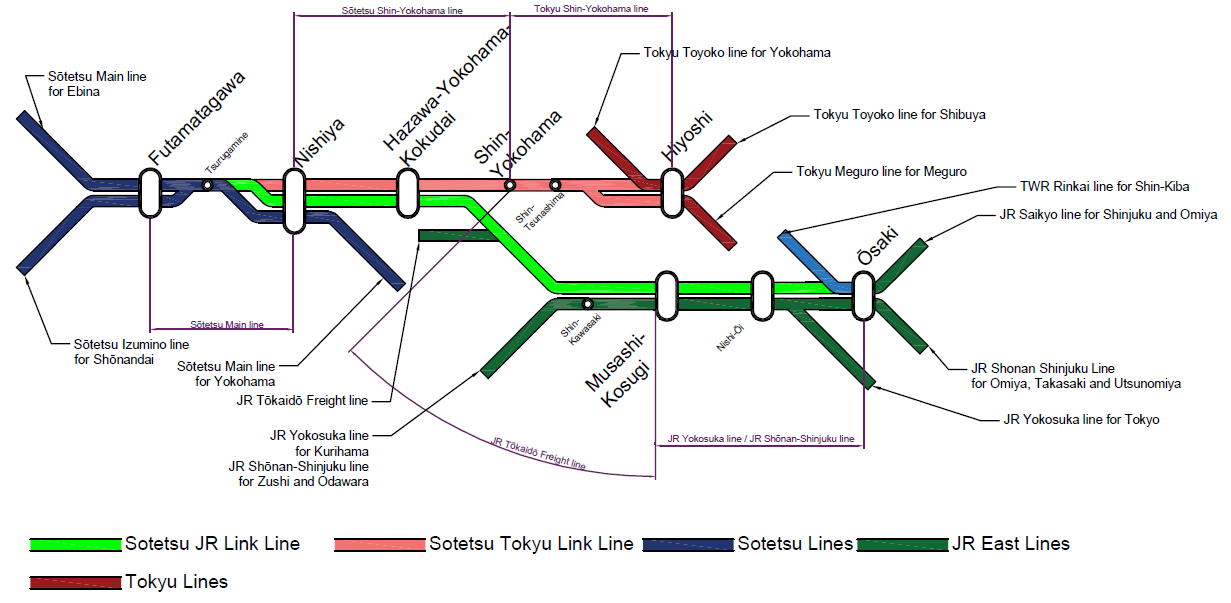
Rappresentazione schematica dei servizi operanti sulle linee Sotetsu Shin Yokohama e Tokyu Shin Yokohama

### Sotetsu - JR link line (Nishiya - Hazawa-Yokohama-Kokudai - Musashi-Kosugi)
Aperta il 30 novembre 2019 questo servizio permette dei collegamenti diretti tra la linea Sotetsu Principale e la Linea Saikyō. I treni, a Nishiya si immettono sulla linea Sotetsu Shin-Yokohama e dopo Hazawa-Yokohama-Kokudai vengono immessi sulla Tokaido Freight Line. Poi, tra Tsurumi e Musashi-Kosugi, si immettono sulla linea Yokosuka, i cui binari sono sfruttati anche dalla linea Shonan-Shinjuku, e proseguono fino a Osaki. Qui si immettono sui binari della linea Saikyo e proseguono fino a Shinjuku. Nelle ore di punta mattutine alcuni treni proseguono fino a Omiya.

### Sotetsu - Tokyu link line (Nishiya - Hazawa-Yokohama-Kokudai - Shin-Yokohama - Hiyoshi)
Quando aprirà, nel 2022, assieme alla linea Tokyu Shin-Yokohama, fornirà servizi diretti da tra la Ebina e Shibuya, Meguro, Nishi-Takashimadaira via le linee Tokyu Toyoko, Tokyu Meguro e Toei Mita. Non si sa se la linea Fukutoshin opererà servizi diretti sulla linea e quindi anche sulla linea Sotetsu principale provenienti anche dalle linee Tobu Tojo e Seibu Ikebukuro. Per ultimare il progetto la Tokyu e la Toei hanno annunciato che entro il 2021 allungheranno i loro treni da 6 carrozze a 8 per permettere quindi il transito dei treni, per quanto riguarda i treni delle linee Meguro e Mita.

## Stazioni
| Linea | Servizio                             | Numero Stazione                                                               | Nome stazione                                                           | Interscambi |
| --- | ------------------------------------ | ----------------------------------------------------------------------------- | ----------------------------------------------------------------------- | --- |
| |                                      | Servizi Diretti:                                                              | Servizi Diretti:                                                        | Linea Sotetsu Principale per Ebina Linea Sotetsu Izumino per Shonandai (via linea Sotetsu Principale)                             |
| Sotetsu Shin-Yokohama | Sotetsu - JR link line               | SO08                                                                          | Nishiya                                                                 | Linea Sotetsu Principale |
| Sotetsu Shin-Yokohama | Sotetsu - JR link line               | SO51                                                                          | Hazawa-Yokohama-Kokudai                                                 | Tokaido Freight line per Musashi-Kosugi                                                                                           |
| Sotetsu Shin-Yokohama | Sotetsu - Tokyu link line            | SO51                                                                          | Hazawa-Yokohama-Kokudai                                                 | Tokaido Freight line per Musashi-Kosugi                                                                                           |
| Sotetsu Shin-Yokohama |                                      | Shin-Yokohama (2022)                                                          | Tokaido Shinkansen Linea Yokohama Linea Blu (metropolitana di Yokohama) | |
| Tokyu Shin-Yokohama |                                      | Shin-Yokohama (2022)                                                          | Tokaido Shinkansen Linea Yokohama Linea Blu (metropolitana di Yokohama) | |
| | Shin-Tsunashima (provvisorio) (2022) | Linea Tokyu Toyoko (Tsunashima)                                               |                                                                         | |
| | Hiyoshi                              | Linea Tokyu Toyoko Linea Tokyu Meguro Linea Verde (metropolitana di Yokohama) |                                                                         | |
| |                                      | Servizi Diretti:                                                              | Servizi Diretti:                                                        | Da Hazawa-Yokohama-Kokudai Linea JR Saikyo per Shinjuku e Omiya (via Muashi-Kosugi, linea Shonan-Shinjuku e Tokaido Freight Line) |
| Da Hiyoshi Linea Tokyu Toyoko per Shibuya Linea Tokyu Meguro e Linea Toei Mita per Meguro e Nishi-Takashimadaira (via linea Tokyu Toyoko) |                                      | Servizi Diretti:                                                              | Servizi Diretti:                                                        | |

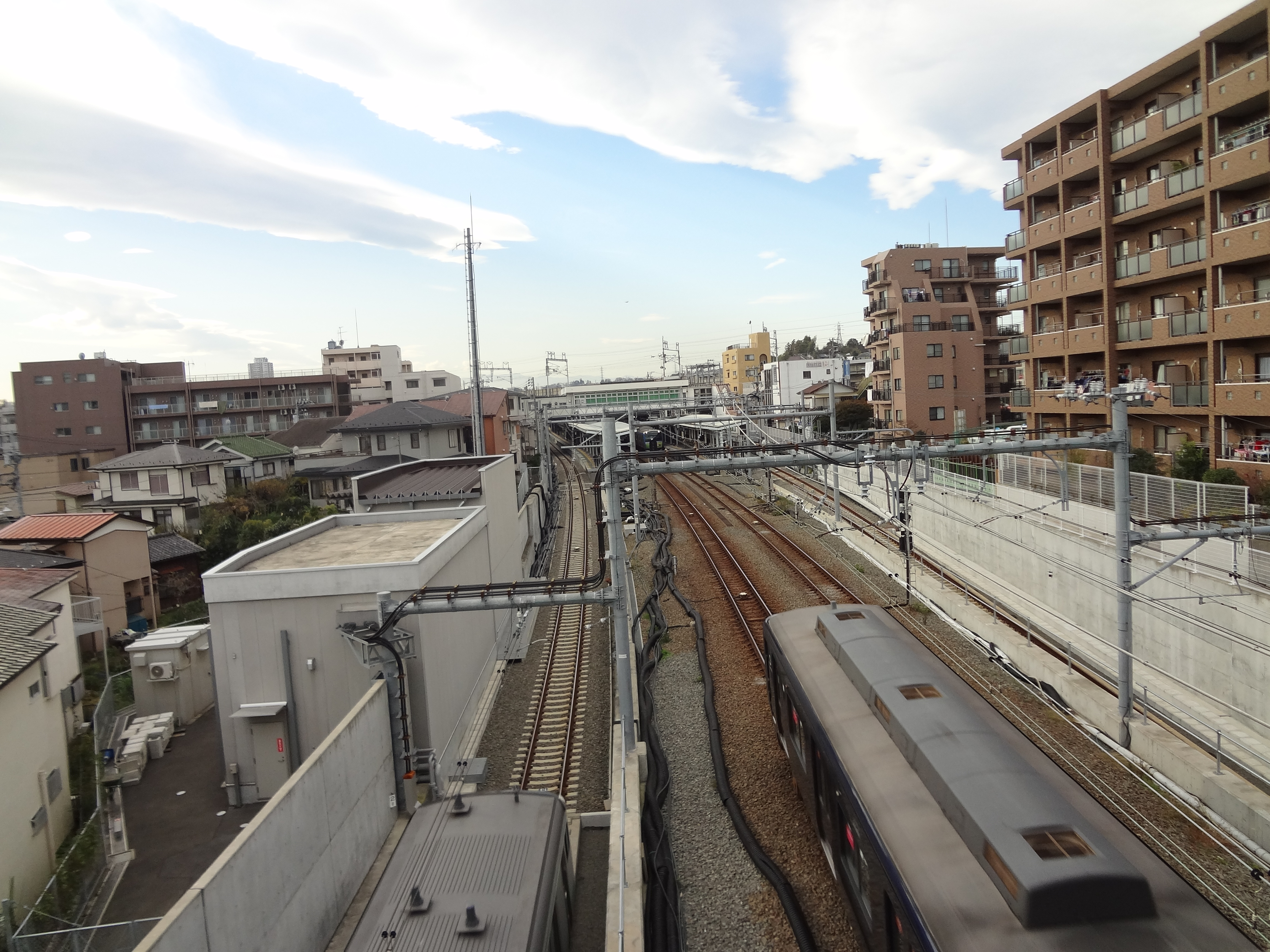
Stazione di Nishiya. Binari centrali: linea Sotetsu Principale. Binari esterni: linea Sotetsu Shin-Yokohama.

## Materiale Rotabile

### Sotetsu
Serie 12000

### JR
Serie E233-7000

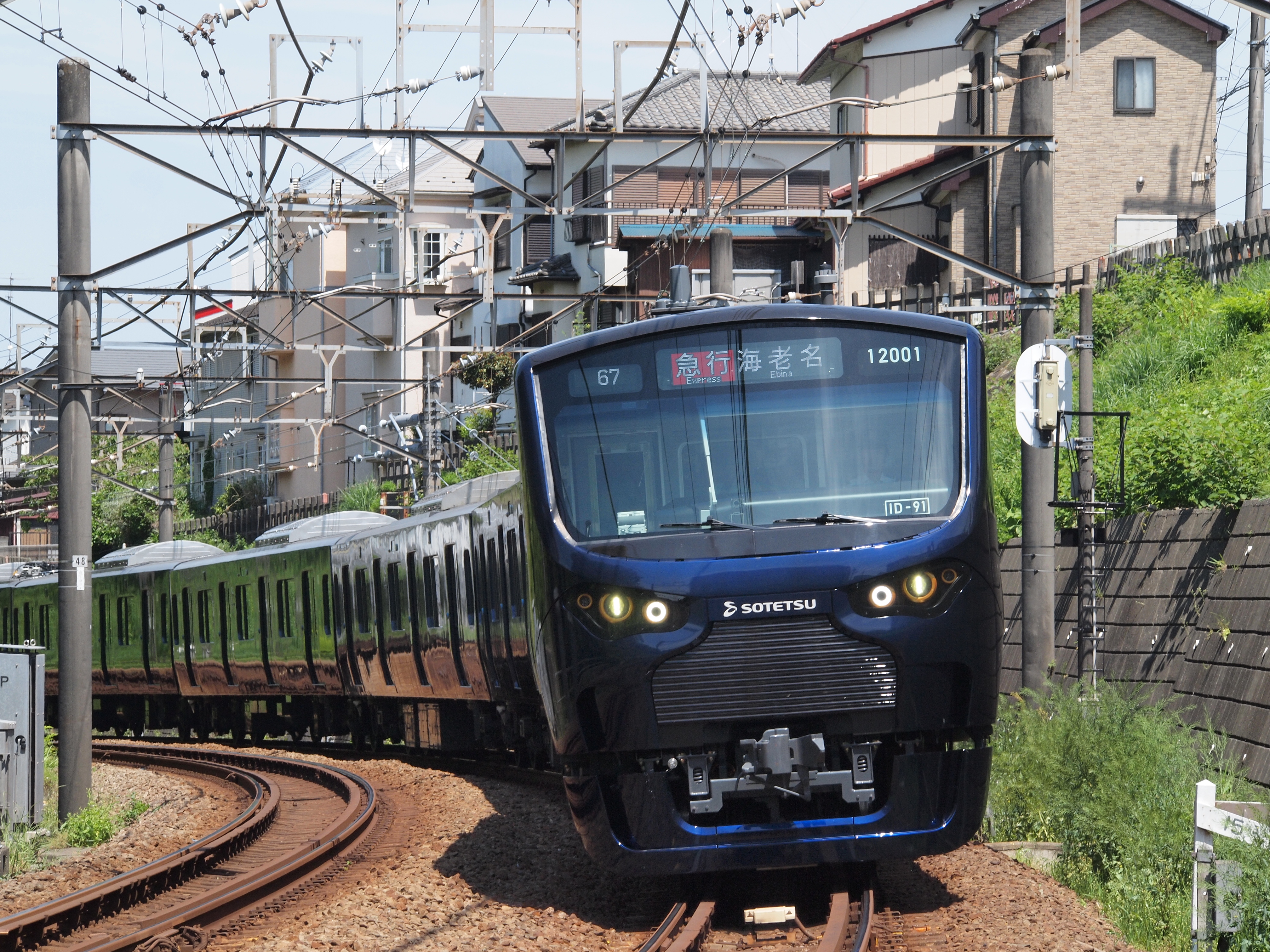
Serie 12000
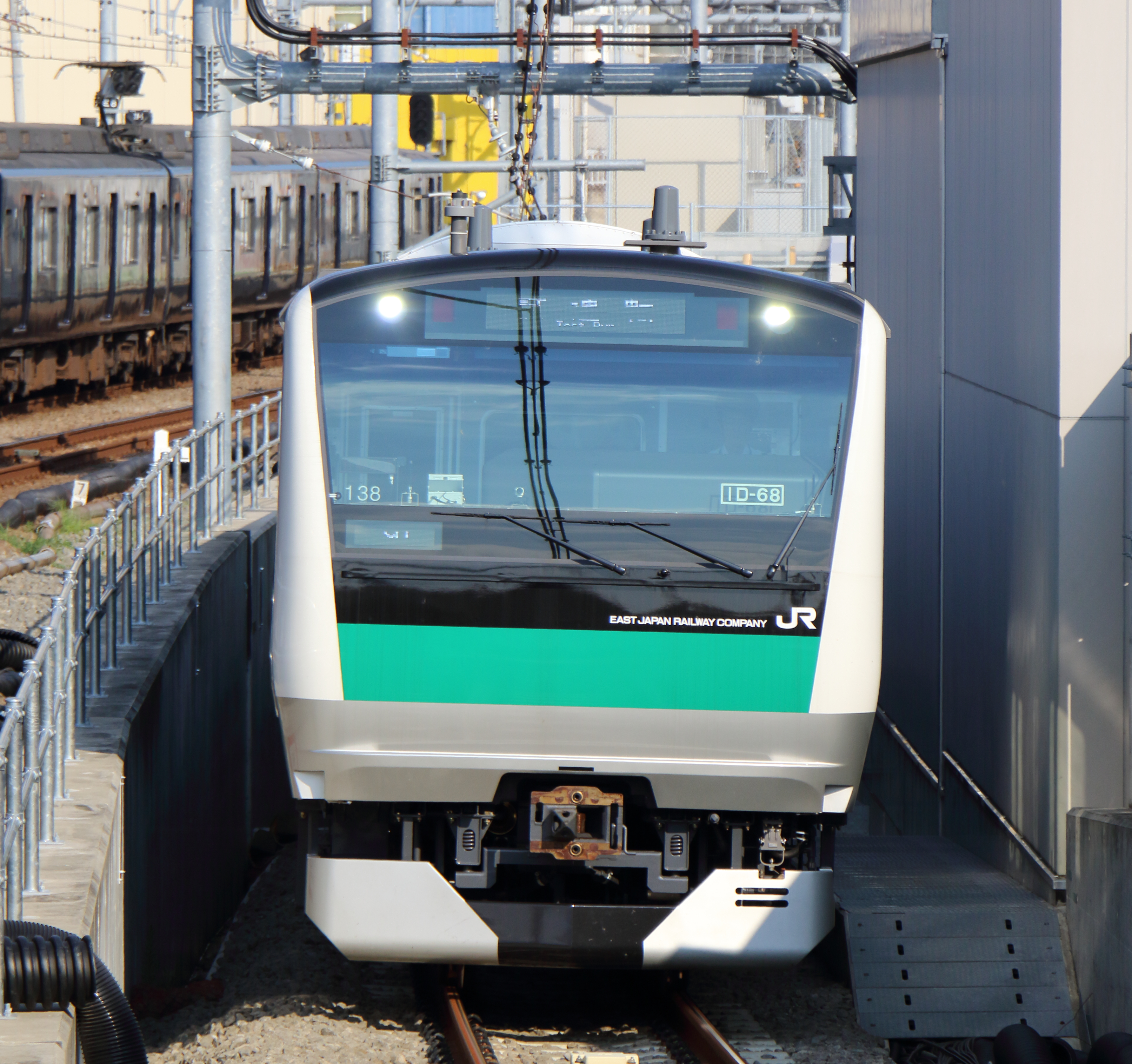
serie E233-7000